# الکساندر ژوراولیوف
الکساندر ژوراولیوف (اوکراینی: Олександр Никифорович Журавльов؛ زادهٔ ۱ سپتامبر ۱۹۴۵) بازیکن فوتبال اهل اتحاد جماهیر شوروی سوسیالیستی است.
از باشگاه‌هایی که در آن بازی کرده‌است می‌توان به باشگاه فوتبال زوریا لوهانسک اشاره کرد.
وی همچنین در تیم ملی فوتبال شوروی بازی کرده‌است.